# Michał Zohary
Michał Zochary (hebr. ‏מיכאל זהרי‎; ur. 9 kwietnia 1898 w Bóbrce, zm. 16 kwietnia 1983 w Jerozolimie) – żydowski botanik.

## Życiorys
Urodził się jako Michał Schein w Bóbrce, w żydowskiej rodzinie. W późniejszym czasie zmienił nazwisko na Zochary. W 1920 roku wyemigrował do Palestyny. Początkowo znalazł pracę przy budowie dróg, jednocześnie ucząc się w Seminarium Nauczycielskim w Jerozolimie. Studia ukończył w 1925 roku.
Wczesne badania prowadzone wspólnie z Alexandrem Eigiem i Naomi Feinbrun-Dothan nad florą Izraela były trudne, jedynymi dwoma przydatnymi źródłami były XIX-wieczna „Flora Orientalis” E. Boissiera oraz „Flora Syrii, Palestyny i Synaju” George'a Posta z przełomu wieków. Tworzyli hebrajskie nazwy roślin, oparte na nazwach roślin w Biblii i zatwierdzone przez Komitet Języka Hebrajskiego.
Zohary, Eig i Feinbrun często pracowali na pustyniach Transjordanii (1927, 1929), Syrii (1931) i Iraku. Wyjechali także do Libanu i południowej Turcji, Egiptu (1940) i Grecji (zwłaszcza Krety). Ich pierwsza wspólna praca została opublikowana jako „An Analytical Key to the Plants of Palestine”.
W 1931 roku Alexander Eig wraz z Michłem Zoharym i Naomi Feinbrun-Dothan założył Narodowy Ogród Botaniczny Izraela na Górze Skopus.
Zohary otrzymał doktorat na Uniwersytecie Praskim w 1937 roku za badanie zjawisk antytelochorycznych w rozmieszczeniu roślin w regionie Palestyny.
W 1952 roku został mianowany profesorem botaniki na Uniwersytecie Hebrajskim w Jerozolimie. Jako botanik badał florę Bliskiego Wschodu. Opublikował ponad 100 prac naukowych. W 1954 roku otrzymał izraelską nagrodę za osiągnięcia w dziedzinie botaniki. W 1960 roku został członkiem Izraelskiej Akademii Nauk Humanistycznych.
Oprócz zainteresowania terenami Izraela i Jordanii, w latach 1950–1965 Zohary prowadził badania w Turcji i Iranie. Opublikował „The Plant Life of Israel” w 1962 roku i ważny artykuł na temat roślinności Iranu w Israel Journal of Botany w 1964 roku.
Opublikował monumentalne „Podstawy geobotaniczne Bliskiego Wschodu”. Był on odpowiedzialny za wprowadzenie ważnej zasady antyteleochorii, która głosiła, że skuteczne kiełkowanie nasion rośliny pustynnej zapewnia rozproszenie w pobliżu rośliny macierzystej. 
Jego praca nad florą Palestyny zaowocowała publikacją dwóch pierwszych tomów, „Pteridophyta” (1966), i „Dialypetalae” (1972), podczas gdy jego główne dwutomowe dzieło, „Geobotanical Foundations of the Middle East”, ukazało się w 1973 roku. Najbardziej znanym dziełem jest jednak „A New Analytical Flora of Israel” (1976, po hebrajsku).
Przeszedł na emeryturę w 1967 roku, ale jako emerytowany profesor kontynuował swoje badania, jego ostatnią książką były „Rośliny Biblii” (1982).
Zmarł 15 kwietnia 1983 roku w Jerozolimie.
Jego syn, Daniel Zohary (1926–2006) był również aktywnym botanikiem specjalizującym się w udomowieniu prehistorycznych roślin.
Rośliny Anthemis zoharyana Eig (1938), Bellevalia zoharyi Feinbrun (1939) i Stachys zoharyana Eig (1948), zostały nazwane jego imieniem.

## Publikacje[1]
- Zohary Michael, David Heller (ed.). A New Analytical Flora of Israel Tel Aviv
- „The Segetal Plants Communities of Palestine”, in: Vegetatio 2 (1950)
- Geobotany, (1955)
- An outline of the geobotany of Crete (1966)
- Plant life of Palestine (1962)
- Flora Palaestina, I–II, Jerusalem 1966–1971[5]
- Plants of the Bible, Cambridge 1982
- Domestication of Plants in the Old World (3rd edition), Oxford 2000
- „The diffusion of South and East Asian and of African crops into the belt of Mediterranean agriculture”, in: Plants for Food and Medicine (H.D.V. Prendergast, et al. editors), Royal Botanic Gardens, Kew 1998